# Rue (nome)
Rue  è un nome proprio di persona inglese femminile.

## Origine e diffusione

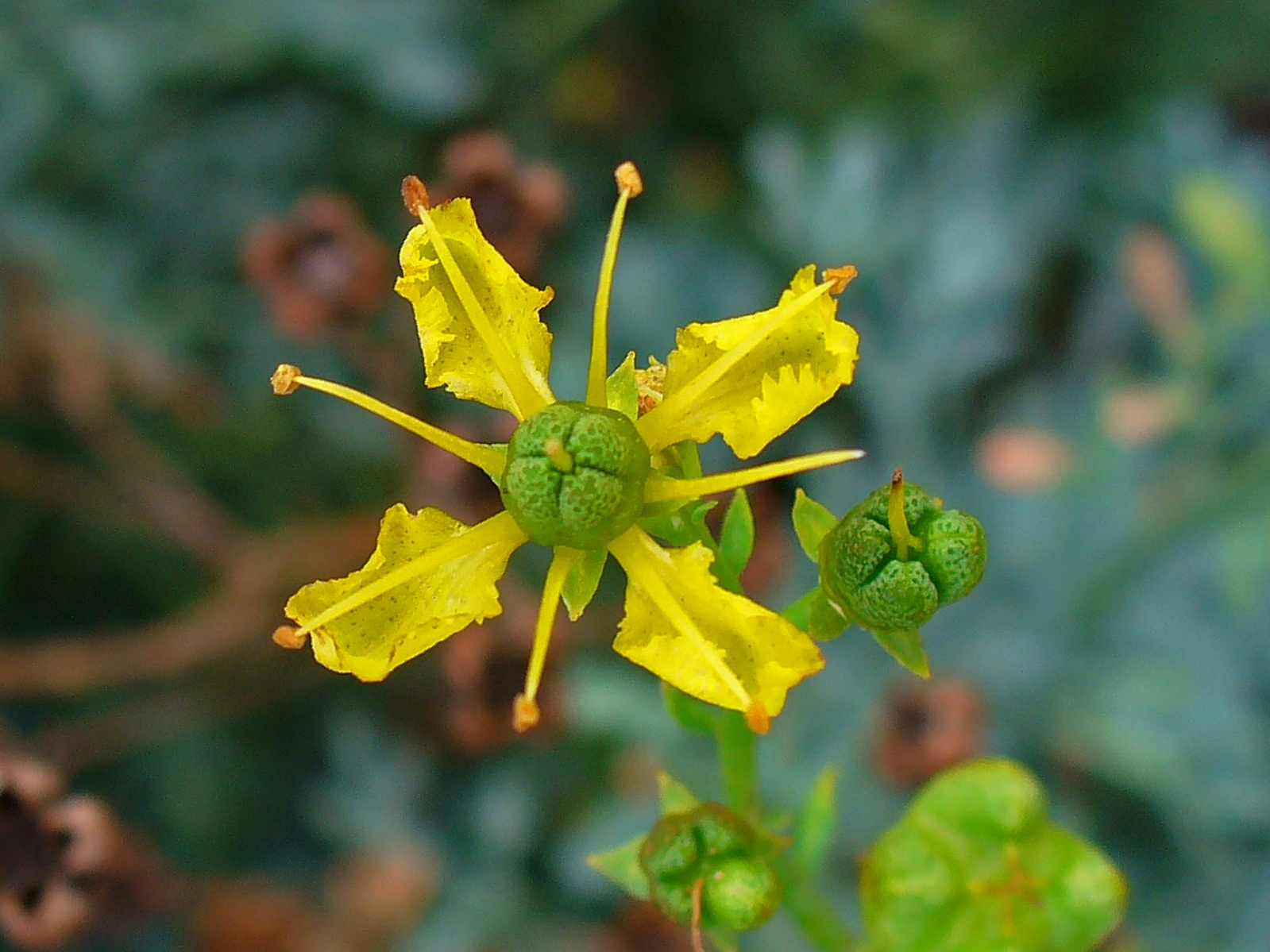
Un fiore di Ruta graveolens

Riprende il nome inglese della Ruta graveolens, un'erba medicinale dal sapore aspro; etimologicamente, rue è un'evoluzione del nome latino della pianta, ruta, a sua volta probabilmente proveniente dal greco antico ‘ρυτη (rhyte), un lemma peloponnesico di origine incerta.
Inoltre, occasionalmente è usato anche come ipocoristico del nome Ruth.

## Onomastico
Non esistono sante che portano questo nome, che quindi è adespota. L'onomastico può essere festeggiato in occasione di Ognissanti, il 1º novembre.

## Persone
- Rue McClanahan, attrice statunitense

## Il nome nelle arti
- Rue è un personaggio della serie di romanzi e film Hunger Games, scritta da Suzanne Collins.
- Rue Bennet è un personaggio della serie televisiva Euphoria
- Rue Meridian è un personaggio dei romanzi della serie Shannara, scritta da Terry Brooks.